# Sarnivka, Jovkva
Sarnivka (în ucraineană Сарнівка, în germană Rehdorf) este un sat în comuna Turînka din raionul Jovkva, regiunea Liov, Ucraina. Satul a fost locuit de germanii galițieni.

## Demografie
Componența lingvistică a localității Sarnivka
     Ucraineană (100%)
Conform recensământului din 2001, toată populația localității Sarnivka era vorbitoare de ucraineană (100%).